# Tainia serratiloba
Tainia serratiloba är en orkidéart som beskrevs av Paul Ormerod. Tainia serratiloba ingår i släktet Tainia och familjen orkidéer. Inga underarter finns listade i Catalogue of Life.